# Pompu
Pompu – miejscowość i gmina we Włoszech, w regionie Sardynia, w prowincji Oristano.
Według danych na rok 2004 gminę zamieszkiwały 303 osoby, 60,6 os./km². Graniczy z Curcuris, Masullas, Morgongiori, Simala i Siris.